# The Old Curiosity Shop (film 1921)
The Old Curiosity Shop è un film muto del 1921 diretto da Thomas Bentley.

## Produzione
Il film fu prodotto dalla Welsh-Pearson.

## Distribuzione
Distribuito dalla Jury Films, il film uscì nelle sale cinematografiche britanniche nell'aprile 1921.